# Toftenäs naturvårdsområde
Toftenäs naturvårdsområde är ett naturvårdsområde (sedan 1999 likställt med naturreservat) i Stenkyrka socken i Tjörns kommun i Västra Götalands län.
Området är skyddat sedan 1994 och omfattar 507 hektar. Det är beläget strax norr om Skärhamn och gränsar i öster till Breviks kiles naturreservat och Säby kiles naturvårdsområde. 
Naturreservatet omfattar förutom större delen av Toftenäshalvön, Toftenäs ö med Inre Holmen, delar av Utänge ö, Säby Ö samt Toftö med kringliggande arkipelag. Reservatet är starkt kuperat och domineras av bergsryggar och sprickdalar. Strand- och grundområdena har en rik flora och ett varierat fågelliv. Här finns växter som man kan förvänta sig i Bohuslän, såsom trift och mandelblom på strandängarna och brudbröd och gullviva på den kalkhaltigare östra delen. Bland karaktärsfåglarna märks sånglärka, törnsångare, ärtsångare, hämpling och gulsparv.
På halvön finns en markerad 2,6 km lång vandringsled. Den följer böndernas gamla vägar, mellan välskötta åkrar, hagar och välbetade strandängar. 
Området ingår i EU:s ekologiska nätverk av skyddade områden, Natura 2000. Det förvaltas av Västkuststiftelsen.

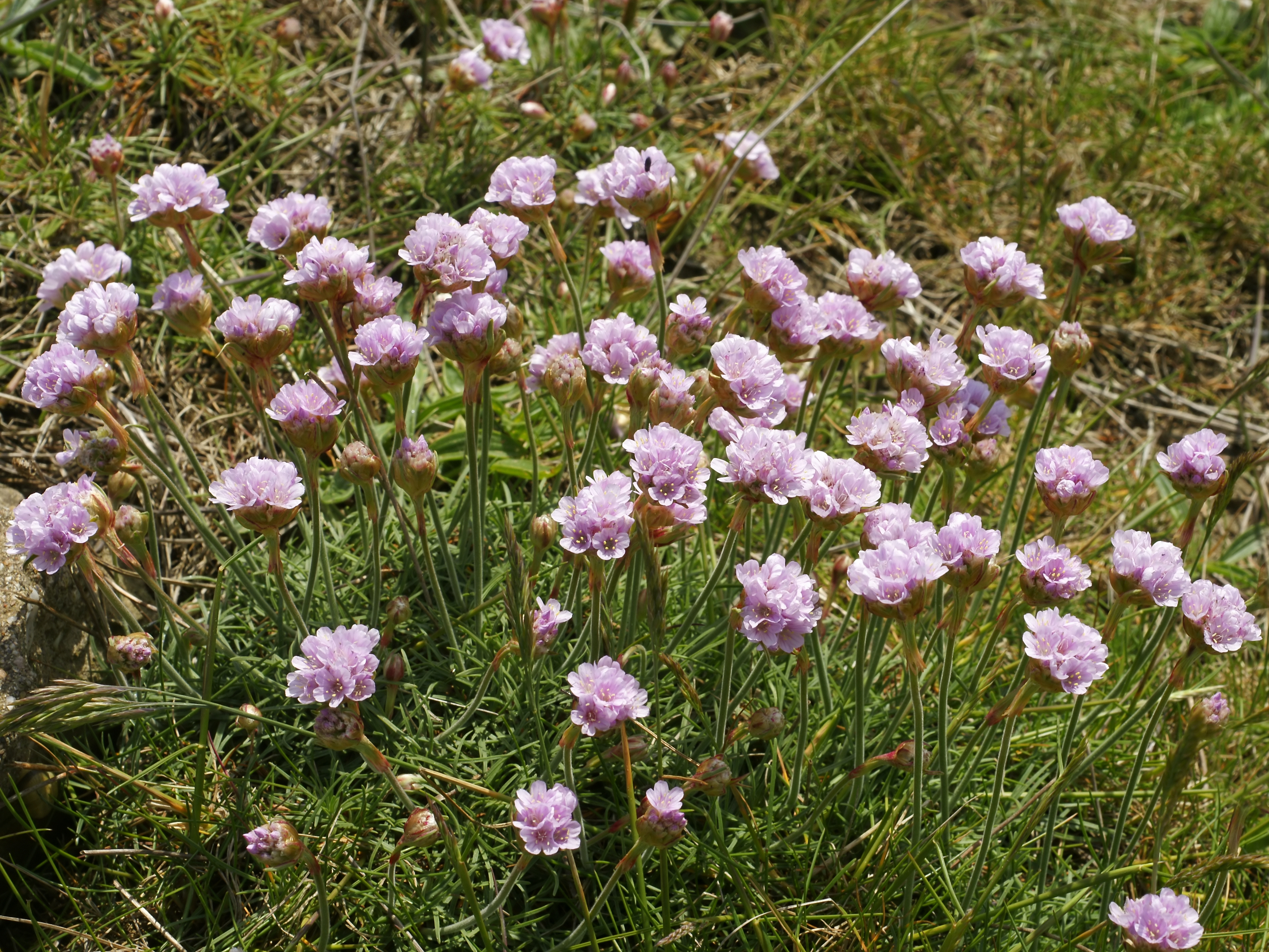
Trift